# يان وايلد
يان وايلد (بالإنجليزية: Ian Wild)‏ هو لاعب كرة قدم كندية أمريكي، ولد في 13 مارس 1990 في بيتسبرغ في الولايات المتحدة.

## وصلات خارجية
- يان وايلد على موقع مرجع كرة القدم المحترفة.كوم (الإنجليزية)